# Espagnac-Sainte-Eulalie
Espagnac-Sainte-Eulalie é uma comuna francesa na região administrativa de Occitânia, no departamento de Lot. Estende-se por uma área de 9,75 km². Em 2010 a comuna tinha 91 habitantes (densidade: 9,3 hab./km²).